# 久保正俊
久保 正俊（くぼ まさとし）は、戦国時代から江戸時代初期の武将。江戸幕府初期の右筆。

## 生涯
久保氏は大友氏の庶流を称し、代々但馬国にあって守護山名氏に従った。父の利正は畠山氏被官の榎並氏の出身だが山名氏に転仕して久保氏を継ぎ、山名氏の没落後は伯耆国に移って南条宗勝に仕えた。正俊も当初は南条氏に仕えたが、後に出家して浪人し、後北条氏の一門である北条氏規に仕えた。
天正12年（1584年）右筆として徳川家康に仕官し、天正18年（1590年）小田原征伐に従軍。翌年からは徳川秀忠付きとなり、以後江戸幕府初期における文書事務において重きをなした。所領は最終的には武蔵・上野に500石。書道に秀で、秀忠に請われて教授した。寛永6年（1629年）死去。子孫は曾我氏の伝える室町幕府書札礼式を継承して右筆支配として栄えたが、曾孫の代に無嗣断絶した。